# Väster-Vattnan
Väster-Vattnan är en sjö i Härjedalens kommun i Härjedalen och ingår i Ljusnans huvudavrinningsområde. Sjön har en area på 3,24 kvadratkilometer och ligger 750,2 meter över havet. Sjön avvattnas av vattendraget Mysklan (Övre Mysklan).

## Delavrinningsområde
Väster-Vattnan ingår i det delavrinningsområde (692071-133433) som SMHI kallar för Utloppet av Väster-Vattnan. Medelhöjden är 762 meter över havet och ytan är 14,86 kvadratkilometer. Räknas de 45 avrinningsområdena uppströms in blir den ackumulerade arean 216,76 kvadratkilometer. Mysklan (Övre Mysklan) som avvattnar avrinningsområdet har biflödesordning 2, vilket innebär att vattnet flödar genom totalt 2 vattendrag innan det når havet efter 388 kilometer. Avrinningsområdet består mestadels av skog (67 procent). Avrinningsområdet har 3,38 kvadratkilometer vattenytor vilket ger det en sjöprocent på 22,9 procent.